# Club der magischen Dinge
Club der magischen Dinge (Originaltitel: The Bureau of Magical Things) ist eine australische Jugendserie von Jonathan M. Shiff. Produziert wird die Serie seit 2017 von Shiffs Produktionsfirma Jonathan M. Shiff Productions in Zusammenarbeit mit ZDF Enterprises.
Im November 2019 wurde bekannt, dass für das ZDF und Network 10 eine zweite Staffel produziert werden soll.

## Handlung

### Staffel 1
Die 16-jährige Kyra führt ein ganz normales Teenager-Leben, bis sie durch einen Zauber in einen Dreiling verwandelt wird. Ein Dreiling ist eine Mischung aus Mensch, Fee und Elfe. Kyra hat es anfangs nicht leicht, da sie neben der Schule und dem Basketball-Training auch noch zur Schule für Magische Wesen geht. Und dann sind da auch noch ihre Freunde, vor denen sie jetzt ein geheimes Leben führt, da die Feen und Elfen in der Menschenwelt leben, jedoch niemand von ihrer Identität erfahren darf. Die Tatsache, dass sie ein Dreiling ist, macht es ihr in ihrem neuen Leben nicht leichter.

### Staffel 2
Kyra wird mitten in der Nacht von einer Art lila Tentakeln in ein Lagerhaus in Bangkok gezogen, wo sie Darra trifft und zusammen mit ihm vor einem Elfen und einer Fee flüchtet. Später findet Kyra heraus, dass Darra auf der Suche nach einem Schlüssel eines mythischen Tempels war, der der „Purpurne Lotus“ genannt wird. Zusammen suchen die beiden weiter nach den drei Schlüsseln. Als sie sie schließlich finden, erwacht dadurch der von Bennet erschaffene Tempel und stört und überträgt die Magie der Elfen und Feen auf die der Dreilinge. Dabei verliert Kyra ihre Orb-Magie.

## Besetzung
| Rollenname        | Schauspieler        | Hauptrolle | Nebenrolle | Synchronsprecher    |
| ----------------- | ------------------- | ---------- | ---------- | ------------------- |
| Kyra Glen         | Kimie Tsukakoshi    | 1.01–      |            | Nadine Schreier     |
| Imogen Blackwell  | Elizabeth Cullen    | 1.01–      |            | Sophie Lechtenbrink |
| Lily Reegan       | Mia Milnes          | 1.01–      |            | Ebba Ekholm         |
| Darra Blackwell   | Julian Cullen       | 1.01–      |            | Flemming Stein      |
| Ruksy Tevala      | Rainbow Wedell      | 1.01–      |            | Leonie Landa        |
| Professor Maxwell | Christopher Sommers | 1.01–      |            | Jens Wendland       |
| Peter             | Jamie Carter        | 1.01–      |            | Patrick Stamme      |
| Steve Glen        | Steve Nation        |            | 1.01–      | -                   |

## Episoden

### Staffel 1
| Nr. (ges.) | Nr. (St.) | Deutscher Titel               | Originaltitel           | Erstausstrahlung Australien | Deutschsprachige Erstausstrahlung (D) | Regie       | Drehbuch                     |
| ---------- | --------- | ----------------------------- | ----------------------- | --------------------------- | ------------------------------------- | ----------- | ---------------------------- |
| 1          | 1         | Ein magisches Missgeschick    | Magical Mishaps         | 8. Juli 2018                | 3. Dez. 2018                          | Grant Brown | Evan Clarry                  |
| 2          | 2         | Magie liegt in der Luft       | Magic in the Air        | 15. Juli 2018               | 3. Dez. 2018                          | Grant Brown | Chris Anastassiades          |
| 3          | 3         | Die ganze Welt ist eine Bühne | All the World’s a Stage | 22. Juli 2018               | 4. Dez. 2018                          | Grant Brown | Alex Wyatt, Mark Shirrefs    |
| 4          | 4         | Postbote verzweifelt gesucht  | Gone to the Dogs        | 29. Juli 2018               | 4. Dez. 2018                          | Grant Brown | Li-Kim Chuah                 |
| 5          | 5         | Rüstung auf Abwegen           | A Knight to Remember    | 5. Aug. 2018                | 5. Dez. 2018                          | Grant Brown | Anthony Morris               |
| 6          | 6         | Der Test                      | The Test                | 12. Aug. 2018               | 5. Dez. 2018                          | Grant Brown | Michelle Law                 |
| 7          | 7         | Fee für einen Tag             | Fairy for a Day         | 19. Aug. 2018               | 6. Dez. 2018                          | Grant Brown | Sam Carroll                  |
| 8          | 8         | Ein faires Spiel              | Shortcut                | 26. Aug. 2018               | 6. Dez. 2018                          | Grant Brown | Evan Clarry                  |
| 9          | 9         | Am Strand                     | On the Beach            | 2. Sep. 2018                | 7. Dez. 2018                          | Grant Brown | Alex Wyatt, Mark Shirrefs    |
| 10         | 10        | Ausflug in die Natur          | Uncharted Waters        | 9. Sep. 2018                | 7. Dez. 2018                          | Grant Brown | Chris Anastassiades          |
| 11         | 11        | Im verbotenen Wald            | A Fairy Tale            | 16. Sep. 2018               | 10. Dez. 2018                         | Evan Clarry | Evan Clarry                  |
| 12         | 12        | Die Pyjama-Party              | Aisle 13                | 23. Sep. 2018               | 10. Dez. 2018                         | Evan Clarry | Vicki Englund                |
| 13         | 13        | Die Kicher-Blume              | Forces of Attraction    | 30. Sep. 2018               | 11. Dez. 2018                         | Evan Clarry | Sam Carroll                  |
| 14         | 14        | Das Auge von Horus            | The Eye of Horus        | 7. Okt. 2018                | 11. Dez. 2018                         | Evan Clarry | Evan Clarry                  |
| 15         | 15        | Der Vertrauensbeweis          | Judgment Day            | 14. Okt. 2018               | 12. Dez. 2018                         | Evan Clarry | Sam Carroll                  |
| 16         | 16        | Die Preisverleihung           | Prize Day               | 21. Okt. 2018               | 12. Dez. 2018                         | Evan Clarry | Alexa Wyatt                  |
| 17         | 17        | Zeit des Abschieds            | Accused                 | 28. Okt. 2018               | 13. Dez. 2018                         | Evan Clarry | Vicki Englund                |
| 18         | 18        | Untergetaucht                 | On the Case             | 1. Nov. 2018                | 13. Dez. 2018                         | Evan Clarry | Vicki Englund                |
| 19         | 19        | Fehlende Erinnerung           | End of the Road: Part 1 | 2. Nov. 2018                | 14. Dez. 2018                         | Evan Clarry | Mark Shirrefs                |
| 20         | 20        | Der Kampf um den Orb          | End of the Road: Part 2 | 2. Nov. 2018                | 14. Dez. 2018                         | Evan Clarry | Mark Shirrefs, Vicki Englund |

### Staffel 2
| Nr. (ges.) | Nr. (St.) | Deutscher Titel            | Originaltitel         | Erstausstrahlung Australien | Deutschsprachige Erstausstrahlung (D) | Regie          | Drehbuch                      |
| ---------- | --------- | -------------------------- | --------------------- | --------------------------- | ------------------------------------- | -------------- | ----------------------------- |
| 21         | 1         | Spurlos verschwunden       | Vanished              | 10. Juli 2021               | 22. Nov. 2021                         | Evan Clarry    | Mark Shirrefs                 |
| 22         | 2         | Ein gefährliches Geheimnis | A Dangerous Secret    | 10. Juli 2021               | 22. Nov. 2021                         | Evan Clarry    | Evan Clarry                   |
| 23         | 3         | Fortunas Puderdose         | Fortuna’s Compact     | 11. Juli 2021               | 23. Nov. 2021                         | Evan Clarry    | Charlie Strachan, Alexa Wyatt |
| 24         | 4         | Das große Niesen           | The Big Sneeze        | 11. Juli 2021               | 23. Nov. 2021                         | Evan Clarry    | Vicki Englund                 |
| 25         | 5         | Der zweite Schlüssel       | Welcome to the Jungle | 17. Juli 2021               | 24. Nov. 2021                         | Evan Clarry    | Sam Carroll                   |
| 26         | 6         | Der zerbrochene Spiegel    | Mirror Image          | 17. Juli 2021               | 24. Nov. 2021                         | Evan Clarry    | Evan Clarry                   |
| 27         | 7         | Tückischer Taucher         | Testing Times         | 18. Juli 2021               | 25. Nov. 2021                         | Martha Goddard | Phil Enchelmaier              |
| 28         | 8         | Unfreiwillig berühmt       | Almost Famous         | 18. Juli 2021               | 25. Nov. 2021                         | Evan Clarry    | Evan Clarry                   |
| 29         | 9         | Reise in die Vergangenheit | The Key to the Past   | 24. Juli 2021               | 29. Nov. 2021                         | Evan Clarry    | Sam Carroll                   |
| 30         | 10        | Der schlafende Wächter     | The Message           | 24. Juli 2021               | 29. Nov. 2021                         | Evan Clarry    | John Thomson                  |
| 31         | 11        | Verschwunden im Zauberwald | The Enchanted Wood    | 25. Juli 2021               | 30. Nov. 2021                         | Grant Brown    | Evan Clarry                   |
| 32         | 12        | Nichts als die Wahrheit    | Liar, Liar            | 25. Juli 2021               | 30. Nov. 2021                         | Grant Brown    | Evan Clarry                   |
| 33         | 13        | Magische Wettkämpfe        | Let the Games Begin   | 31. Juli 2021               | 1. Dez. 2021                          | Grant Brown    | Alexa Wyatt                   |
| 34         | 14        | Ungewohnte Zaubertricks    | New Tricks            | 31. Juli 2021               | 1. Dez. 2021                          | Grant Brown    | Phil Enchelmaier              |
| 35         | 15        | Eine ganz besondere Torte  | Party Time            | 1. Aug. 2021                | 2. Dez. 2021                          | Grant Brown    | Gina Roncoli                  |
| 36         | 16        | Einige Enthüllungen        | Revelations           | 1. Aug. 2021                | 2. Dez. 2021                          | Grant Brown    | Vicki Englund                 |
| 37         | 17        | Der Kunstraub              | The Heist             | 7. Aug. 2021                | 6. Dez. 2021                          | Grant Brown    | Sam Carroll                   |
| 38         | 18        | Magie außer Kontrolle      | Beginning of the End  | 7. Aug. 2021                | 6. Dez. 2021                          | Grant Brown    | Alexa Wyatt                   |
| 39         | 19        | Ein verzweifelter Plan     | A Desperate Plan      | 8. Aug. 2021                | 7. Dez. 2021                          | Grant Brown    | Alexa Wyatt                   |
| 40         | 20        | Keine Geheimnisse mehr     | No More Secrets       | 8. Aug. 2021                | 7. Dez. 2021                          | Grant Brown    | Mark Shirrefs                 |